# Willcox, Arizona
Willcox je grad u američkoj saveznoj državi Arizona. Prema popisu stanovništva iz 2010. u njemu je živjelo 3,757 stanovnika.